# Heavy D
Dwight Errington Myers, más conocido como Heavy D (Mandeville, Jamaica; 24 de mayo de 1967 - Beverly Hills, Los Ángeles; 8 de noviembre de 2011) fue un rapero y cantante jamaicano-estadounidense. 
Fue el antiguo líder de Heavy D & the Boyz, un grupo de hip hop que incluía a G-Whiz (Glen Parrish), "Trouble" T. Roy (Troy Dixon), y Eddie F (nacido Edward Ferrell). El grupo mantuvo una audiencia considerable en EE.UU. a lo largo de la mayor parte de los 90. Durante sus últimos años de vida se aventuró con la música reggae y en 2011 (año de su muerte) podía ser descrito como un artista de reggae fusion. También desarrolló su carrera como actor participando en varias películas. Falleció el 8 de noviembre de 2011 tras sufrir un colapso respiratorio en plena calle en el barrio de Beverly Hills, en Los Ángeles (California).

## Biografía
Myers nació el 24 de mayo de 1967 en Mandeville, Jamaica, hijo de Eulahlee Lee, una enfermera, y Clifford Vicente Myers, un técnico de la máquina. Su familia se mudó a Mount Vernon, Nueva York, EE.UU. en la década de 1970, donde se crio. 
Heavy D & Boyz fueron el primer grupo firmó con Uptown Records: su debut, Vivir a lo grande, fue lanzado en 1987. El álbum fue un éxito comercial, aunque Gran Tyme fue un gran avance que incluyó cuatro hits. Problemas T. Roy murió a los 22 años en una caída el 15 de julio de 1990, en Indianápolis. La muerte de Dixon llevó a un homenaje en el disco de platino de seguimiento, Travesía en Paz. Pete Rock & CL Smooth creado un homenaje a problemas T. Roy llama "evocan sobre usted (TROY)", que es considerado como un clásico del hip-hop. 
Heavy D & Boyz saltó a la fama aún más cantando la canción del tema para el programa de televisión In Living Color y también Mad TV, y Heavy D realizado el rap en el sencillo de Michael Jackson, "Jam", así como single hermana Janet Jackson "Alright". Heavy D luego comenzó a centrarse en su actuación, apareciendo en varios programas de televisión antes de volver a las listas de música con Nuttin 'But Love. Después de aparecer en el off-Broadway Raff juego Riff en Circle Repertory Company, Heavy D volvió a grabar con el Hev golpe cama de agua.
En 1997, Heavy D ha colaborado con BB King en su álbum de duetos Deuces Salvajes rap en la canción "Keep It Coming". Heavy D se refiere en la canción "Juicy" de Notorious BIG, y apareció en su vídeo musical de "One More Chance".
Heavy D realizado en el 2011 los premios BET de Hip Hop en octubre de 2011. Fue su primera actuación en vivo en 15 años. Myers murió el 8 de noviembre de 2011 en Los Ángeles, California, a la edad de 44 años. Se desplomó frente a su casa de Beverly Hills y fue llevado al hospital Cedars-Sinai Medical Center. Se ha informado de que su muerte se debió a la dificultad respiratoria y que no estuvo involucrado el juego sucio.
La última aparición pública de este calibre D's y el rendimiento fue en el atraco de película de la Torre, que se estrenó sólo cuatro días antes de su muerte.